# Tatarska omaka
Tatarska omaka je bela omaka, narejena iz majoneze in fino sesekljanih kislih kumaric, kaper, čebule (drobnjaka) in svežega peteršilja, narezanih trdo kuhanih jajc in oliv, včasih se dodaja tudi hren in dijonska gorčica. Kis se lahko doda za ostrejši okus. Omaka je pogosto priloga ocvrtim jedem, npr. ribam in lignjem. 
Druga varianta tatarske omake vsebuje worcestersko omako, rdečo papriko, limonin sok, črni poper.